# Distintiu de garantia de qualitat ambiental

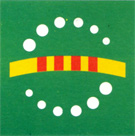
Logotip distintiu de garantia de qualitat ambiental

El Distintiu de garantia de qualitat ambiental és un sistema d'etiquetatge ecològic per l'àmbit de Catalunya creat el 1994, amb l'objectiu de proporcionar una informació millor i més fiable als consumidors i usuaris i, d'altra banda, promocionar el disseny, la producció, la comercialització, l'ús i el consum de productes i de serveis que superen determinats requeriments de qualitat ambiental més enllà dels establerts com a obligatoris per la normativa vigent.

## Característiques del distintiu
És un sistema per identificar aquells productes i serveis que reuneixen determinades propietats o característiques que els fa més respectuosos amb el medi ambient, compatible amb altres sistemes oficials de garantia de qualitat ambiental.
L'ús del distintiu està restringit a aquells productes i serveis que han estat sotmesos voluntàriament pels seus productors, comercialitzadors i titulars al sistema de verificació establert.
Per poder usar el Distintiu, cal definir les categories de productes i les categories de serveis que poden concórrer al procés d'obtenció del Distintiu i fixar els criteris ecològics que han de complir. La iniciativa per la definició de categories i criteris corresponents pot venir dels productors o comercialitzadors dels productes, titulars dels serveis, o l'administració pública que té la competència en aquest tema, que és al Consell de Qualitat Ambiental i la Direcció General de Qualitat Ambiental del Departament de Territori i Sostenibilitat de la Generalitat de Catalunya.
El distintiu de garantia de qualitat ambiental es pot atorgar als productes que es fabriquen o es comercialitzen a Catalunya i als serveis que es presten a Catalunya, amb les següents excepcions:
1. que siguin substàncies o preparats classificats com a perillosos segons la normativa de la Comunitat
2. que siguin fabricats mitjançant procediments que puguin ocasionar danys apreciables a les persones o al medi ambient
3. en el cas d'aliments, begudes o productes farmacèutics
4. en el cas d'establiments relacionats amb la salut de les persones i animals

## Procés de sol·licitud
Els interessats que vulguin obtenir el Distintiu de garantia de qualitat ambiental per un producte o servei que estigui inclòs en alguna de les categories prèviament definides, han d'adreçar una sol·licitud amb la documentació corresponent a la Direcció General de Qualitat Ambiental. Un cop avaluada i realitzades les actuacions i verificacions necessàries respecte al compliment dels criteris ecològics definits per a la categoria a què pertany el producte o el servei, aquest organisme pren una decisió. L'atorgament del Distintiu es publica en el Diari Oficial de la Generalitat de Catalunya.
La quota de sol·licitud del Distintiu de garantia de qualitat ambiental és de 337,85 €, que es redueix en el 50% en el cas de microempreses o PiMEs. El distintiu té un període de validesa de 3 anys, passat aquest temps cal demanar-ne la renovació, amb un cost de 225,25 €, reduït en un 50% en el cas de PIMEs i microempreses i en un 15% si el sol·licitant acredita disposar del certificat EMAS o ISO 14001.